# Řád Carlose Manuela de Céspedes
Řád Carlose Manuela de Céspedes (španělsky: Orden Carlos Manuel de Céspedes) je státní vyznamenání Kubánské republiky. Spolu s Řádem José Martího a Řádem Playa Girón patří ke třem nejvyšším kubánským řádům. Založen byl v roce 1926 a je udílen občanům Kuby i cizím státním příslušníkům.

## Historie
Řád je pojmenován po kubánském národním hrdinovi Carlosu Manuelu de Céspedes, který byl důležitou osobou desetileté války a bojovníkem za nezávislost Kuby na španělské koloniální moci. Založen byl Gerardem Machadem prezidentským dekretem č. 486 dne 18. dubna 1926. Původně byl udílen v šesti řádných třídách. Existoval také řádový řetěz, který byl od roku 1955 slavnostně využíván prezidentským úřadem. Byl vyroben zlatnickým domem Vilardebó y Riera, který vyrobil i mnohá další národní vyznamenání. Řetěz však byl v průběhu let ztracen.
Po kubánské revoluci v roce 1959 byla všechna vyznamenání občanů Kuby diktátorem Fulgenciem Batistou zrušena a všechna dříve udělená vyznamenání byla přezkoumána, aby mohly být vyloučeny osoby dle nového režimu nevhodné.
V roce 1978 zákonem č. 17 ze dne 28. června a v roce 1979 zákonem č. 30  ze dne 10. prosince došlo k reformě systému kubánských vyznamenání. Status řádu byl s úpravami potvrzen dekretem č. 30 O řádech, vyznamenáních a odznacích ze dne 10. prosince 1979. Od té doby se v hierarchii kubánských řádů řadí na druhé místo.

## Pravidla udílení
V letech 1926 až 1978 byl řád udílen prezidentem republiky občanům Kuby i cizím státním příslušníkům za diplomatické služby či jiné služby poskytované kubánskému lidu a lidstvu obecně. Kancléřem řádu byl státní tajemník.
Od roku 1978 je řád udílen občanům Kuby i cizím státním příslušníkům, hlavám států a vlád, politickým, státnickým a dalším prominentním osobnostem cizích zemí za jejich služby v národním osvobozeneckém boji, za solidaritu s kubánskou revolucí a za jejich velký přínos pro světový mír.

## Insignie

### 1926–1978
Řádový odznak měl podobu kulatého medailonu s vyobrazením Carlose Manuela de Céspedes. Medailon byl obklopen modře smaltovaným pásem s nápisem CARLOS MANUEL DE CESPEDES 1868. Celek byl obklopen věncem se čtyřmi hvězdami symbolizujícími rozdělení republiky v roce 1868 na Oriente, Camagüey, Las Villas a Occidente. Z věnce vybíhalo deseti listů ve tvaru akantu, které symbolizovaly desátý měsíc v roce, tedy měsíc ve kterém došlo k povstání. Celek obklopoval zeleně smaltovaný vavřínový věnec svázaný ve spodní částí modře smaltovanou stuhou uvázanou do mašle. Na zadní straně byl na bíle smaltovaném pozadí státní znak Kuby. Medaile byla zavěšena na stuze z moaré tmavě modré barvy. 
Řádová hvězda udílená ve třídě velkokříže měla podobu deseticípé hvězdy tvořené vždy pěti cípy složenými z paprsků odlišného tvaru. Uprostřed byl medailon svým provedením shodný s medailonem odznaku.
V této době vláda vydávala pouze diplomy, medaili si musel zaplatit její příjemce.

### Od roku 1978
Přední strana řádového odznaku má tvar pěticípé hvězdy s bíle smaltovanými paprsky se zlatým lemováním o šířce 1 mm. Hvězda je položena na zlatý pětiúhelník s prohnutými stěnami, který leží na červeně smaltovaném pětiúhelníku se zlatým lemováním také o šířce 1 mm. Ve středu hvězdy je kulatý medailon o průměru 18 mm se zlatým vyobrazením Carlose Manuela de Céspedes. Medailon obklopuje modře smaltovaný kruhový pás se zlatým nápisem CARLOS MANUEL DE CESPEDES ♦ 1868. Na zadní straně je státní znak Kuby s nápisem REPUBLICA DE CUBA v horní části a nápisem CONSEJO DE ESTADO ve spodní části.
Stuha pokrývá zlatý štítek ve tvaru pětiúhelníku. Stuha je z hedvábného moaré. Tvoří ji pruh modré barvy o šířce 13 mm a dále tři pruhy v barvě červené, bílé a modré, každý o šířce 4 mm. Odznak je ke stuze připojen jednoduchým kroužkem.

## Třídy
Od svého založení v roce 1926 do roku 1978 byl udílen v šesti řádných třídách.
- velkokříž (Gran Cruz) – Tato třída byla určena výhradně pro prezidenta a zahraniční hlavy států.
- velkokříž II. třídy (Gran Cruz de segundo grado) – Tato třída byla určena pro ministry zahraničních věcí.
- velkodůstojník (Gran Oficial) – Tato třída byla určena pro náměstky států a zvláštní vyslance nebo zplnomocněné ministry.
- komtur (Comendador) – Tato třída byla určena pro poradce, první tajemníky velvyslanectví a legáty s minimálně pěti lety služby.
- důstojník (Oficial) – Tato třída byla určena pro první tajemníky velvyslanectví, legáty a atašé.
- rytíř/dáma (Caballero/Dama)

Od roku 1978 je řád udílen v jediné třídě.
| Řádové stuhy do roku 1978 | Řádové stuhy do roku 1978 | Řádové stuhy do roku 1978 | Řádové stuhy do roku 1978 | Řádové stuhy do roku 1978 |
| ------------------------- | ------------------------- | ------------------------- | ------------------------- | ------------------------- |
| velkokříž                 | velkodůstojník            | komtur                    | důstojník                 | rytíř                     |
| Řádová stuha od roku 1978 |                           |                           |                           |                           |
|                           |                           |                           |                           |                           |